# Owady Polski
Liczba gatunków owadów (Insecta) występujących w Polsce nie jest dokładnie poznana. Na podstawie dotychczasowych opublikowanych danych można ją szacować na około 28–34 tysięcy gatunków. Dokładna liczba nie jest znana, ze względu na brak wystarczających badań faunistycznych w wielu grupach owadów. W najnowszym, całościowym zestawieniu Andrzejewskiego i Weiglego (Różnorodność biologiczna Polski) wymieniana jest liczba 26 579 zarejestrowanych gatunków. Jednakże w niektórych grupach szacuje się większą liczbę gatunków, przykładowo wśród Hymenoptera opisano z Polski 6 tys., a szacuje się, że występuje 9 tys. Każdego roku opisywane są kolejne, nowe dla fauny Polski gatunki owadów.
Liczba gatunków owadów występujących w Polsce zmienia się z czterech powodów:
- postępów badań (wykazywanie nowych gatunków, które na terenie Polski występowały już od dawna, ale nie było o nich informacji),
- wymierania gatunków – na skutek antropogenicznego przekształcenia środowiska niektóre gatunki wymierają na terenie Polski (mogą w przyszłości być reintrodukowane lub rekolonizować w sposób naturalny),
- pojawiania się nowych gatunków (gatunki obce) z innych regionów geograficznych (przykładem jest stonka ziemniaczana),
- zmian w systematyce owadów.

## Błonkoskrzydłe(Hymenoptera)
Liczba gatunków błonkoskrzydłych (błonkówek) występujących w Polsce szacowana jest na znacznie ponad 8000. Do 2007 roku zarejestrowano blisko 6000 gatunków.

## Chruściki(Trichoptera)
W Polsce występuje blisko 300 gatunków chruścików, w Europie ponad 920, zaś na całym świecie opisano ok. 14 tysięcy gatunków.

## Chrząszcze(Coleoptera)
Liczbę gatunków chrząszczy występujących w Polsce na podstawie opublikowanych danych szacuje się na około 6200 gatunków.

## Jętki(Ephemeroptera)
W Polsce stwierdzono 118 gatunków, w tym:

### Ameletidae
W Polsce 2 gatunki:
- Ameletus inopinatus[3]
- Metreletus balcanicus[4]

### Skandynawkowate(Ametropodidae)
W Polsce stwierdzono tylko 1 gatunek:
- Ametropus fragilis[5]

### Arthropleidae
W Polsce 1 gatunek:
- Arthroplea congener[6]

### Wołżankowate(Behningiidae)
W Polsce tylko 1 gatunek:
- Behningia ulmeri[5]

### Jęteczkowate(Ephemerellidae)
W Polsce występuje 6 gatunków, w tym:
- Ephemerella mucronata[6]
- Serratella ignita[3] – jętkówka karpacka
- Torleya major[7]

### Jętkowate(Ephemeridae)
W Polsce 3 gatunki, w tym:
- Ephemera danica[7] – jętka duńska

### Kłomałkowate, zmarwlocikowate (Heptageniidae)
W Polsce występują ponad 33 gatunki, w tym:
- Ecdyonurus carpathicus[7]
- Ecdyonurus dispar[6]
- Ecdyonurus insignis[7]
- Ecdyonurus quadrilineatus[8]
- Ecdyonurus starmachi[7]
- Ecdyonurus subalpinus[7]
- Ecdyonurus submontanus[7]
- Ecdyonurus torrentis[6]
- Ecdyonurus venosus[3]
- Electrogena lateralis[3]
- Epeorus assimilis[3]
- Epeorus sylvicola[7]
- Heptagenia coerulans[6]
- Heptagenia longicauda[8]
- Heptagenia sulphurea – zmarwlocik żółtawy
- Rithrogena carpatoalpina[7]
- Rithrogena circumtatrica[7]
- Rithrogena germanica[6]
- Rithrogena iridina[3]
- Rithrogena loyolaea[7]
- Rithrogena puytoraci[7]
- Rithrogena semicolorata[3]
- Rithrogena tatrica[6]

### Murzyłkowate(Baetidae)
W Polsce 37 gatunków, w tym:
- Alainites muticus[7]
- Baetis alpinus[3]
- Baetis buceratus[6]
- Baetis fuscatus[7]
- Baetis digitatus[8]
- Baetis gracilis[6]
- Baetis lutheri[7]
- Baetis macani[6]
- Baetis melalonyx[7]
- Baetis muticus[8]
- Baetis rhodani[3]
- Baetis scambus[7]
- Baetis sinaicus[6]
- Baetis vernus[3]
- Baetopus tenellus[2]
- Centroptilum luteolum[7]
- Centroptilum pulchrum[8]
- Centroptilum parapulchrum[8]
- Centroptilum nanum[8]
- Cloeon cognatum[8]
- Cloeon dipterum[2] – murzyłka dwuskrzydła
- Nigrobaetis niger[6][7]
- Procloeon nemorale[7]
- Procloeon pennulatum[7]
- Pseudocloeon hyalopterum[6]

### Neoephemeridae
W Polsce stwierdzono 1 gatunek:
- Neoephemera maxima[9]

### Nibochotkowate(Caenidae)
W Polsce 10 gatunków, w tym:
- Caenis beskidensis[7]
- Caenis horaria[2]
- Caenis macrura[2]
- Caenis pseudorivulorum[7]
- Caenis rivulorum[7]
- Caenis robusta[6]

### Nieszczeblowate(Oligoneuriidae)
W Polsce występuje 5 gatunków, w tym:
- Oligoneuriella mikulskii – nieszczebla mikulskiego[6]
- Oligoneuriella pallida[6]
- Oligoneuriella polonica[10]
- Oligoneuriella rhenana – nieszczebla prądówka

### Odródkowate(Palingeniidae)
W Polsce 1 gatunek:
- Palingenia longicauda[5] – odródka długoogoniasta

### Ryboradkowate(Polymitarcidae)
W Polsce 1 gatunek:
- Ephoron virgo[9] – ryboradka dziewica

### Szczątkówkowate(Siphlonuridae)
W Polsce nawet 4 gatunki, w tym:
- Siphlonurus aestivalis[8]
- Siphlonurus armatus[4]
- Siphlonurus lacustris[3] – szczątkówka przybrzeżna

### Sześcielowate(Leptophlebiidae)
W Polsce prawie 10 gatunków, w tym:
- Paraleptophlebia submarginata[7]
- Paraleptophlebia werneri[4]
- Habroleptoides confusa[7]
- Habrophlebia fusca[4]
- Habrophlebia lauta[7] – zabiela górska
- Leptophlebia marginata[2]

### Wyskórowate(Potamanthidae)
W Polsce tylko 1 gatunek:
- Potamanthus luteus[9] – wyskór złocisty

## Karaczany(Blattodea)
W Polsce występuje 16 gatunków.

## Modliszki(Mantodea)
Jedynym gatunkiem modliszek występującym na terenie Polski jest:
- modliszka zwyczajna (Mantis religiosa) z rodziny modliszkowatych (Mantidae)[11].

## Pchły(Siphonaptera)
W Polsce 71 gatunków, w tym:
- Ceratophyllidae
  - Ceratophyllus borealis
  - Ceratophyllus columbae
  - Ceratophyllus gallinae – pchła ptasia
  - Ceratophyllus garei
  - Ceratophyllus glaphyrus
  - Ceratophyllus enefdeae
  - Ceratophyllus farreni
  - Ceratophyllus fringillae
  - Ceratophyllus hirundinid
  - Ceratophyllus rossittensis
  - Ceratophyllus rusticus
  - Ceratophyllus styx
  - Dasypsyllus gallinulae
  - Megabothris rectangulatus
  - Megabothris turbidus
  - Megabothris walkeri – pchła karczownika
  - Monopsyllus sciurorum – pchła wiewiórek
  - Nosopsyllus fasciatus – pchła szczurza
  - Nosopsyllus paganus
  - Malareus arvicolae
  - Malareus penicilliger
  - Paraceras melis
  - Tarsopsylla octodecimdentata
- kretówkowate (Hystrichopsyllidae)
  - Atyphloceras nuperum palinum
  - Ctenophthalmus agyrtes
  - Ctenophthalmus assimilis
  - Ctenophthalmus bisoctodentatus
  - Ctenophthalmus congener
  - Ctenophthalmus obtusus
  - Ctenophthalmus orientalis
  - Ctenophthalmus solutus
  - Ctenophthalmus uncinatus
  - Doratopsylla dasycnema
  - Hystrichopsylla orientalis
  - Hystrichopsylla talpae – pchła krecia
  - Paleopsylla kohauti
  - Paleopsylla similis
  - Paleopsylla soricis
  - Paleopsylla steini
  - Rhadinopsylla integella
  - Rhadinopsylla pentacantha
  - Rhadinopsylla pitymydis
  - Typhloceras poppei
- Ischnopsyllidae
  - Ischnopsyllus elongatus
  - Ischnopsyllus hexactenus
  - Ischnopsyllus intermedius
  - Ischnopsyllus obscurus
  - Ischnopsyllus octactenus
  - Ischnopsyllus simplex
  - Ischnopsyllus variabilis
  - Nycteridopsylla eusarca
  - Nycteridopsylla longiceps
  - Nycteridopsylla pentacnema
- Leptopsyllidae
  - Amphipsylla rossica
  - Leptopsyllus segnis – pchła mysia
  - Peromyscopsylla bidentata
  - Peromyscopsylla sylvatica
- pchłowate (Pulicidae)
  - Archaeopsylla erinacei – pchła jeża
  - Ctenocephalides canis – pchła psia
  - Ctenocephalides felis – pchła kocia
  - Pulex irritans – pchła ludzka
  - Spinopsyllus cuniculi – pchła królicza
  - Xenopsylla cheopis – pchła dżumowa
- Vermipsyllidae
  - Chaetopsylla globiceps
  - Chaetopsylla matina
  - Chaetopsylla trichosa

## Prostoskrzydłe(Orthoptera)
Do fauny Polski zaliczono 82 gatunki owadów prostoskrzydłych (Orthoptera) ze 105 wykazywanych z terenu kraju. W poniższym wykazie nie uwzględniono ponad 20 gatunków błędnie wykazanych z Polski lub zawleczonych okazjonalnie. Systematyka przyjęta za Orthoptera Species File i checklistą Żurawlewa na Biodiversity Map, przy czym taksony uszeregowane są alfabetycznie.

### Prostoskrzydłe długoczułkowe(Ensifera)

#### Mrowiszczakowate(Myrmecophilidae)
W Polsce tylko 1 gatunek:
- Myrmecophilus acervorum – mrowiszczak mrówkomirek

#### Pasikonikowate(Tettigoniidae)
W Polsce występuje 13 gatunków:
- Barbitistes constrictus – opaślik sosnowiec
- Bicolorana bicolor – podłatczyn dwubarwny
- Conocephalus dorsalis – miecznik łąkowy
- Conocephalus fuscus – miecznik ciemny
- Cyrtaspis scutata – niećwierk puklerzówka
- Decticus verrucivorus – łatczyn brodawnik
- Ephippiger ephippiger – siodlarka stepowa
- Gampsocleis glabra – stepówka nadnidziańska
- Isophya camptoxypha – zrówieńka karpacka
- Isophya kraussi – zrówieńka górska
- Isophya pienensis – zrówieńka pienińska
- Isophya posthumoidalis – zrówieńka wschodniokarpacka
- Isophya pyrenaea[a]
- Isophya stysi (syn. I. modestor stysi) – zrówieńka bieszczadzka
- Leptophyes albovittata – wątlik prążkowany
- Leptophyes punctatissima – wątlik charłaj
- Meconema meridionale – nadrzewek południowy
- Meconema thallasinum – nadrzewek długoskrzydły
- Metrioptera brachyptera – podłatczyn krótkoskrzydły
- Montana montana[16] – podłatczyn stepowy
- Phaneroptera falcata – długoskrzydlak sierposz
- Pholidoptera aptera – podkrzewin bezskrzydły
- Pholidoptera transsylvanica – podkrzewin transylwański[17]
- Pholidoptera griseoaptera – podkrzewin szary
- Platycleis albopunctata – podłatczyn białoplamy
- Platycleis grisea – podłatczyn szary
- Poecilimon schmidtii – pstrokaczek górski[17]
- Poecilimon ukrainicus – pstrokaczek ukraiński
- Polysarcus denticauda – grubosz bezskrzydły
- Roeseliana roeselii – podłatczyn Roesela
- Ruspolia nitidula – pasikonik stożkogłowy[17]
- Tettigonia cantans – pasikonik śpiewający
- Tettigonia caudata – pasikonik długopokładełkowy
- Tettigonia viridissima – pasikonik zielony

#### Śpieszkowate(Rhaphidophoridae)
W Polsce tylko 1 gatunek:
- Diestrammena asynamora – śpieszek cieplarniany

#### Świerszczowate(Gryllidae)
W Polsce stwierdzono 6 gatunków:
- Acheta domesticus – świerszcz domowy
- Eumodicogryllus bordigalensis – świerszcz południowy
- Gryllus campestris – świerszcz polny
- Modicogryllus frontalis – świerszczyk szary
- Nemobius sylvestris – piechotek leśny
- Oecanthus pellucens – nakwietnik trębacz
- Pteronemobius heydenii – piechotek błotny[17]

#### Turkuciowate(Gryllotalpidae)
W Polsce tylko 1 gatunek:
- Gryllotalpa gryllotalpa – turkuć podjadek

### Prostoskrzydłe krótkoczułkowe(Caelifera)

#### Szarańczowate(Acrididae)
W Polsce stwierdzono 35 gatunków:
- Aiolopus thalassinus – sinica nadbrzeżna
- Anacridium aegyptium – szarańcza egipska[17]
- Arcyptera microptera – napierśnica krótkoskrzydła
- Bryodemella tuberculatum – brodawnica brodawkowana
- Calliptamus italicus – nadobnik włoski
- Capraiuscola ebneri – mirka bieszczadzka
  - Capraiuscola ebneri carpathica
- Chorthippus albomarginatus – konik wszędobylski
- Chorthippus apricarius – konik ciepluszek
- Chorthippus biguttulus – konik pospolity
- Chorthippus brunneus – konik brunatny
- Chorthippus dorsatus – konik osiodłany
- Chorthippus eisentrauti – konik pieniński
- Chorthippus mollis – konik sucholubny
- Chorthippus pullus – konik ciemny
- Chorthippus vagans – konik leśny
- Chrysochraon dispar – złotawek nieparek
- Euthystira brachyptera – złotawiec krótkoskrzydły
- Gomphocerippus rufus – mułek buławkowaty
- Locusta migratoria – szarańcza wędrowna
  - Locusta migratoria migratoria
  - Locusta migratoria rossica
- Mecostethus parapleurus – naboczeń bagienny
- Miramella alpina – mirka alpejska
- Myrmeleotettix maculatus – pałkowiak plamisty
- Oedipoda caerulescens – siwoszek błękitny
- Omocestus haemorrhoidalis – skoczek szary
- Omocestus rufipes – skoczek zmienny
- Omocestus viridulus – skoczek zielony
- Podisma pedestris – bezskrzydlak pieszy
- Pseudochorthippus montanus – konik długopokładełkowy
- Pseudochorthippus parallelus – konik wąsacz
- Psophus stridulus – trajkotka czerwona
- Sphingonotus caerulans – przewężek błękitny, przewężek niebieskawy
- Stauroderus scalaris – kózka ciemnoskrzydła
- Stenobothrus lineatus – dołczan wysmukły
- Stenobothrus nigromaculatus – dołczan czarnoplamy
- Stenobothrus stigmaticus – dołczan deresz
- Stethophyma grossum – napierśnik torfowiskowy

#### Skakunowate(Tetrigidae)
W Polsce stwierdzono 7 gatunków:
- Tetrix bipunctata – skakun dwuplamek
- Tetrix ceperoi jarockii
- Tetrix fuliginosa – skakun boreoalpejski
- Tetrix subulata – skakun szydłówka
- Tetrix tenuicornis – skakun cienkoczułki
- Tetrix tuerki wagai – skakun Wagi
- Tetrix undulata – skakun fałdowany

## Przerzutki(Archeognatha)
W Polsce stwierdzono 6 gatunków, w tym:
- Machilidae
  - Dilta hibernica
  - Lepismachilis notata
  - Lepismachilis y-signata[25]
  - Petrobius brevistylus[26]
  - Machilis hessei
  - Trigonophthalmus alternatus[27]

## Psotniki, gryzki (Psocoptera)
W Polsce występuje około 70 gatunków, w tym:
- Caeciliusidae
  - Caecilius atricornis
  - Caecilius burmeisteri
  - Caecilius despaxi
  - Caecilius fuscopterus
  - Caecilius flavidus
  - Caecilius gynapterus
  - Caecilius piceus
  - Enderleinella obsoleta
  - Kolbia quisquiliarum
- Elipsocidae
  - Cuneopalpus cyanops
  - Elipsocus abietis
  - Elipsocus hyalinus
  - Elipsocus westwoodi
  - Pseudopsocus fusciceps
  - Pseudopsocus meridionalis
  - Pseudopsocus rostocki
  - Reuterella helvimacula
- Epipsocidae
  - Epipsocus lucifugus
- Lachesillidae
  - Lachesillia bernardi
  - Lachesillia livida
  - Lachesillia pedicularia
  - Lachesillia quercus
- Liposcelidae
  - Liposcelis decolor – psotnik kołatek[2]
- Mesopsocidae
  - Mesopsocus immunis
  - Mesopsocus laticeps
  - Mesopsocus unipunctatus
- Peripsocidae
  - Ectopscocus briggsi
  - Peripscocus alboguttatus
  - Peripscocus parvulus
  - Peripscocus phaeopterus
  - Peripscocus subfasciatus
- Philotarsidae
  - Philotarsus parviceps
  - Philotarsus picicornis
- Psyllipsocidae
  - Psyllipsocus ramburi
- Psocidae
  - Amphigerontia bifasciata
  - Amphigerontia contaminata
  - Amphigerontia intermedia
  - Copostigma morio
  - Euclismia conspurcata
  - Euclismia quadrimaculata
  - Hyalopsocus contrarius
  - Loensia fasciata
  - Loensia pearmani
  - Loensia variegata
  - Metylophorus nebulosus
  - Oreopsocus montanus
  - Psococerastis gibbosa
  - Psocus bipunctatus
  - Trichadenotectum majus
  - Trichadenotectum sexpunctatum
- Psoculidae
  - Psoculus neglectus
- Stenopsocidae
  - Graphopsocus cruciatus
  - Stenopsocus immaculatus
  - Stenopsocus lachlani
  - Stenopsocus stigmaticus
- Trichopsocidae
  - Trichopsocus acuminatus
  - Trichopsocus dalii
- Trogiidae
  - Cerobasis questifalica
  - Lepinotus inquilinus
  - Lepinotus patruelis
  - Lepinotus quadrispinosus
  - Lepinotus reticulatus
  - Myopsocnema annulata
  - Trogium pulsatorium – pstonik zakamarnik

## Rybiki(Zygentoma)
W Polsce stwierdzono 4 gatunki z 2 rodzin:
- rybikowate (Lepismatidae)
  - Lepisma saccharina – rybik cukrowy
  - Thermobia domestica – rybik piekarniczy
  - Ctenolepisma longicaudata[29]
- Nicoletiidae
  - Nicoletia phytophila

## Sieciarki (Neuroptera)
Sieciarki (Neuroptera s. str.) zwane też siatkoskrzydłymi (Neuroptera s. l.) lub sieciarkami właściwymi znane są też pod nazwą Planipennia.

Do 2007 roku z Polski wykazano 86 gatunków z 7 rodzin:

### Bielotkowate(Coniopterygidae)
- Aleuropteryx loewii
- Coniopteryx borealis
- Coniopteryx esbempeterseni
- Coniopteryx haematica
- Coniopteryx lentiae
- Coniopteryx pygmaea
- Coniopteryx tineiformis
- Conwentzia pineticola
- Conwentzia psociformis
- Helicoconis lutea
- Parasemidalis fuscipennis
- Semidalis aleyrodiformis

### Mrówkolwowate(Myrmeleontidae) – 8 gatunków[11]
- Acanthaclisis occitanica – pazurecznik wielki
- Creoleon plumbeus
- Dendroleon pantherinus – mrówkolew drzewny
- Distoleon tetragrammicus
- Euroleon nostras
- Myrmeleon bore – mrówkolew wydmowy
- Myrmeleon formicarius – mrówkolew pospolity
- Myrmeleon inconspicuus – mrówkolew południowy

### Okudlicowate(Sisyridae)
- Sisyra dalii
- Sisyra nigra
- Sisyra terminalis

### Strumycznikowate(Osmylidae)
- Osmylus fulvicephalus – strumycznik zwyczajny

### Złotookowate(Chrysopidae)
- Chrysopa abbreviata
- Chrysopa commata
- Chrysopa dasyptera
- Chrysopa dorsalis
- Chrysopa formosa
- Chrysopa hummeli
- Chrysopa nigricostata
- Chrysopa pallens
- Chrysopa perla
- Chrysopa phyllochroma
- Chrysopa viridana
- Chrysoperla carnea (s. l.)
- Chrysoperla lucasina
- Chrysotropia ciliata
- Cunctochrysa albolineata
- Dichochrysa abdominalis
- Dichochrysa flavifrons
- Dichochrysa prasina
- Dichochrysa ventralis
- Hypochrysa elegans
- Nineta flava
- Nineta inpunctata
- Nineta pallida
- Nineta vittata
- Nothochrysa capitata
- Nothochrysa fulviceps
- Peyerimhoffina gracilis

### Żupałkowate(Ascalaphidae)
- Libelloides macaronius – żupałek plamisty

### Życiorkowate(Hemerobiidae)
- Drepanepteryx algida
- Drepanepteryx phalaenoides
- Hemerobius atrifrons
- Hemerobius contumax
- Hemerobius fenestratus
- Hemerobius handschini
- Hemerobius humulinus
- Hemerobius lutescens
- Hemerobius marginatus
- Hemerobius micans
- Hemerobius nitidulus
- Hemerobius perelegans
- Hemerobius pini – życiorek brązowy
- Hemerobius simulans
- Hemerobius stigma
- Megalomus hirtus
- Megalomus tortricoides
- Micromus angulatus
- Micromus lanosus
- Micromus paganus
- Micromus variegatus
- Psectra diptera
- Sympherobius elegans
- Sympherobius fuscescens
- Sympherobius klapaleki
- Sympherobius pellucidus
- Sympherobius pygmaeus
- Wesmaelius concinnus
- Wesmaelius malladai
- Wesmaelius mortoni
- Wesmaelius nervosus
- Wesmaelius quadrifasciatus
- Wesmaelius ravus
- Wesmaelius subnebulosus

## Skorki(Dermaptera)
Skorki (Dermaptera) są reprezentowane w Polsce przez 6 gatunków
- skorkowate (Forficulidae)
  - Anechura bipunctata
  - Apterygida media
  - Chelidurella acanthopygia – kikutniczka pospolita
  - Forficula auricularia – skorek pospolity
- obcężnicowate (Labiduridae)
  - Labidura riparia – obcążnica nadbrzeżna
- kleszczankowate (Labiidae)
  - Labia minor – kleszczanka

## Wachlarzoskrzydłe(Strepsiptera)
W Polsce stwierdzono 8 gatunków.
- Halictophagidae
  - Halictophagus agalliae
- Elenchidae
  - Elenchus tenuicornis
- pleszczykowate (Stylopidae)
  - Halictoxenos spencei
  - Halictoxenos tumulorum
  - Paraxenos sphecidarum
  - Pseudoxenos heydenii
  - Stylops melittae
- Xenidae
  - Xenos vesparum

## Ważki(Odonata)
W odonatofaunie Polski stwierdzono występowanie 76 gatunków, w tym 2 gatunki (Coenagrion mercuriale i Gomphus pulchellus) zostały błędnie wykazane w starej literaturze, choć ich wystąpienie w Polsce uważa się za możliwe.
- gadziogłówkowate (Gomphidae)
  - gadziogłówka pospolita (Gomphus vulgatissimus)
  - gadziogłówka żółtonoga (Gomphus flavipes)
  - trzepla zielona (Ophiogomphus cecilia)
  - smaglec mniejszy (Onychogomphus forcipatus)
- żagnicowate (Aeshnidae)
  - husarz mniejszy (Anax parthenope)
  - husarz wędrowny (Hemianax ephippiger)
  - husarz władca (Anax imperator)
  - żagnica jesienna (Aeshna mixta)
  - żagnica południowa (Aeshna affinis)
  - żagnica północna (Aeshna caerulea)
  - żagnica ruda (Aeshna isosceles)
  - żagnica sina (Aeshna cyanea)
  - żagnica torfowa (Aeshna juncea)
  - żagnica torfowcowa (Aeshna subarctica)
  - żagnica wielka (Aeshna grandis)
  - żagnica zielona (Aeshna viridis)
  - żagniczka zwyczajna (Brachytron pratense)
- szklarnikowate (Cordulegastridae)
  - szklarnik górski (Cordulegaster bidentatus)
  - szklarnik leśny (Cordulegaster boltoni)
- szklarkowate (Corduliidae)
  - miedziopierś górska (Somatochlora alpestris)
  - miedziopierś metaliczna (Somatochlora metallica)
  - miedziopierś północna (Somatochlora arctica)
  - miedziopierś żółtoplama (Somatochlora flavomaculata)
  - przeniela dwuplama (Epitheca bimaculata)
  - szklarka zielona (Cordulia aenea)
- ważkowate (Libellulidae)
  - lecicha białoznaczna (Orthetrum albistylum)
  - lecicha mała (Orthetrum coerulescens)
  - lecicha południowa (Orthetrum brunneum)
  - lecicha pospolita (Orthetrum cancellatum)
  - nomadka żółtawa (Pantala flavescens)
  - szablak przepasany(górski) (Sympetrum pedemontanum)
  - szablak krwisty (Sympetrum sanguineum)
  - szablak podobny (późny) (Sympetrum striolatum)
  - szablak południowy (Sympetrum meridionale)
  - szablak przypłaszczony (Sympetrum depressiusculum)
  - szablak szkocki (czarny) (Sympetrum danae)
  - szablak wędrowny (wiosenny) (Sympetrum fonscolombei)
  - szablak zwyczajny (Sympetrum vulgatum)
  - szablak żółty (Sympetrum flaveolum)
  - szafranka czerwona (Crocothemis erythraea)
  - ważka czteroplama (Libellula quadrimaculata)
  - ważka płaskobrzucha (Libellula depressa)
  - ważka żółta (ruda) (Libellula fulva)
  - zalotka białoczelna (Leucorrhinia albifrons)
  - zalotka czerwonawa (Leucorrhinia rubicunda)
  - zalotka spłaszczona (Leucorrhinia caudalis)
  - zalotka torfowcowa (wątpliwa) (Leucorrhinia dubia)
  - zalotka większa (Leucorrhinia pectoralis)

- świteziankowate (Calopterygidae)
  - świtezianka dziewica (Calopteryx virgo)
  - świtezianka błyszcząca (Calopteryx splendens)
- pióronogowate (Platycnemididae)
  - pióronóg zwykły (Platycnemis pennipes)
- pałątkowate (Lestidae)
  - straszka pospolita (Sympecma fusca)
  - straszka północna (syberyjska) (Sympecma paedisca)
  - pałątka południowa (Lestes barbarus)
  - pałątka niebieskooka (podobna) (Lestes dryas)
  - pałątka pospolita (Lestes sponsa)
  - pałątka mała (Lestes virens)
  - pałątka wielkoplama (Lestes macrostigma)
  - pałątka zielona (Lestes viridis)
- łątkowate (Coenagrionidae)
  - iglica mała (Nehalennia speciosa)
  - łątka dzieweczka (Coenagrion puella)
  - łątka jeziorna (Erythromma lindenii)
  - łątka ozdobna (Coenagrion ornatum)
  - łątka stawowa (Coenagrion hastulatum)
  - łątka wczesna (Coenagrion pulchellum)
  - łątka wiosenna (Coenagrion lunulatum)
  - łątka zalotna (Coenagrion scitulum)
  - łątka zielona (Coenagrion armatum)
  - łunica czerwona (Pyrrhosoma nymphula)
  - nimfa stawowa (Enallagma cyathigerum)
  - oczobarwnica większa (Erythromma najas)
  - oczobarwnica mniejsza (Erythromma viridulum)
  - tężnica wytworna (Ischnura elegans)
  - tężnica mała (Ischnura pumilio)

## Wciornastki(Thysanoptera)
W Polsce stwierdzono 226 gatunków, w tym:

### Dziewięciorkowate(Aelothripidae)
- Aeolothrips albicinctus[39]
- Aeolothrips ericae[39]
- Aeolothrips fasciatus[39]
- Aeolothrips intermedius[39]
- Aeolothrips melaleucus[39]
- Aeolothrips versicolor[39]
- Aeolothrips vittatus[39]

### Melanthripidae
- Ankothrips niezabitowskii[39]
- Melanthrips fuscus[39]
- Melanthrips pallidior[39]

### Wciornastkowate(Thripidae)
- Anaphothrips euphorbiae[39]
- Anaphothrips obscurus[39]
- Aptinothrips elegans[39]
- Aptinothrips rufus[39]
- Aptinothrips stylifer[39]
- Baliothrips dispar[39]
- Baliothrips graminum[40]
- Belothrips acuminatus[39]
- Belothrips morio[39]
- Bolacothrips jordani[39]
- Ceratothrips ericae[39]
- Chaetanaphothrips orchidii – wciornastek storczykowiec[41]
- Chirothrips aculeatus[39]
- Chirothrips ambulans[39]
- Chirothrips hamatus[39]
- Chirothrips manicatus[39]
- Chirothrips pallidicornis[39]
- Chirothrips ruptipennis[39]
- Dendrothrips degeeri[38]
- Dendrothrips ornatus[39]
- Dendrothrips saltatrix[39]
- Echinothrips americanus – wciornastek amerykański[41]
- Firmothrips firmus[39]
- Frankliniella intonsa[39]
- Frankliniella occidentalis – wciornastek zachodni[41]
- Frankliniella pallida[39]
- Frankliniella tenuicornis[39]
- Hemianaphothrips articulosus[40]
- Heliothrips haemorrhoidalis – wciornastek szklarniowiec[41]
- Hercinothrips femoralis – wciornastek czerniec[41]
- Iridothrips iridis[39]
- Iridothrips mariae[42]
- Kakothrips robustus[39] – wciornastek grochowiec
- Limothrips cerealium[39]
- Limothrips consimilis[39]
- Limothrips denticornis[39] – głodek zęborogi
- Mycterothrips annulicornis[39]
- Mycterothrips consociatus[39]
- Mycterothrips latus[42]
- Mycterothrips salicis[39]
- Neohydatothrips abnormis[39]
- Neohydatothrips gracilicornis[39]
- Odontothrips biuncus[39]
- Odontothrips confusus[40]
- Odontothrips loti[39]
- Odontothrips meliloti[39]
- Odontothrips phaleratus[39]
- Oxythrips ajugae[39]
- Oxythrips bicolor[39]
- Oxythrips tatricus[39]
- Parenthothrips dracaenae – wciornastek cieplarek[41]
- Pelikanothrips kratochvili[40]
- Pezothrips dianthi[38]
- Platythrips tunicatus[39]
- Prosopothrips vejdovskyi[39]
- Rhaphidothrips longistylosus[39]
- Rubiothrips ferrugineus[39]
- Rubiothrips silvarum[39]
- Rubiothrips sordidus[39]
- Rubiothrips validus[39]
- Scolothrips uzeli[39]
- Selenothrips rubriocinctus – wciornastek krotonowiec[41]
- Sericothrips bicornis[39]
- Sericothrips staphylinus[40]
- Stenothrips graminum[39]
- Taeniothrips atratus[40]
- Taeniothrips euchari – wciornastek nolinowiec[41]
- Taeniothrips inconsequens[39]
- Taeniothrips picipes[39]
- Tenothrips frici[39]
- Tenothrips reichardti[39]
- Thrips albopilosus[39]
- Thrips alni[39]
- Thrips angusticeps[39]
- Thrips atratus[39]
- Thrips brevicornis[39]
- Thrips calcaratus[39]
- Thrips conferticornis[39]
- Thrips crassicornis[39]
- Thrips dilatatus[39]
- Thrips discolor[39]
- Thrips flavus[39]
- Thrips fulvipes[39]
- Thrips fuscipennis[39]
- Thrips incognitus[39]
- Thrips juniperinus[39]
- Thrips major[39]
- Thrips mancosetosus[39]
- Thrips minutissimus[39]
- Thrips montanus[39]
- Thrips nigropilosus[39]
- Thrips origani[40]
- Thrips palmi – wciornastek orientalny[41]
- Thrips physapus[39]
- Thrips pillichi[39]
- Thrips pini[39]
- Thrips roepkei[39]
- Thrips simplex – wciornastek mieczykowiec[41]
- Thrips tabaci[39] – wciornastek tytoniowiec
- Thrips trehernei[39]
- Thrips trybomi[39]
- Thrips urticae[39]
- Thrips validus[39]
- Thrips verbasci[39]
- Thrips viminalis[39]
- Thrips vulgatissimus[39]
- Tmetothrips subapterus[39]

### Kwietniczkowate(Phlaeothripidae)
- Acanthothrips nidicornis[39]
- Bolothrips bicolor[40]
- Bolothrips dentipes[39]
- Bolothrips icarus[40]
- Cephalothrips monilicornis[39]
- Cryptothrips nigripes[39]
- Haplothrips acanthoscelis[42]
- Haplothrips aculeatus[39] – kwietniczek żytni
- Haplothrips alpester[39]
- Haplothrips alpicola[39]
- Haplothrips angusticornis[39]
- Haplothrips crassicornis[39]
- Haplothrips dianthinus[39]
- Haplothrips distinguendus[39]
- Haplothrips helianthemi[42]
- Haplothrips hukkineni[42]
- Haplothrips kurdjumovi[39]
- Haplothrips leucanthemi[39]
- Haplothrips minutus[39]
- Haplothrips niger[39]
- Haplothrips phyllophilus[39]
- Haplothrips propinqus[39]
- Haplothrips statices[39]
- Haplothrips setiger[39]
- Haplothrips setigeriformis[39]
- Haplothrips subtilissimus[39]
- Haplothrips tritici – kwietniczek pszeniczny[43]
- Hoplandrothrips bidens[39]
- Hoplandrothrips famelicus[44]
- Hoplothrips carpathicus[45]
- Hoplothrips corticis[39]
- Hoplothrips pedicularius[39]
- Hoplothrips semicaeus[39]
- Hoplothrips ulmi[39]
- Liothrips setinodis[39]
- Neoheegeria vebrasci[42]
- Notothrips albovittatus[39]
- Phlaeothrips coriaceus[39]
- Poecilothrips albopictus[40]
- Thorybothrips unicolor[39]
- Xylaplothrips fuliginosus[39]

## Widelnice(Plecoptera)
W Polsce stwierdzono 113 gatunków z 7 rodzin, w tym:

### Kusałkowate(Capniidae)
- Capnia nigra[47]

### Kusoszczetkowate(Taeniopterygidae)
- Rhabdiopteryx acuminata[48]
- Rhabdiopteryx neglecta[6]
- Taeniopteryx auberti[47]
- Taeniopteryx kuehtreiberi[47]

### Nieszczetowate(Nemouridae)
- Amphinemura borealis[47]
- Amphinemura standfussi[48]
- Amphinemura sulcicollis[47]
- Amphinemura triangularis[47]
- Nemoura avicularis[48]
- Nemoura cambrica[47]
- Nemoura cinerea[47] – nieszczeta żółtonoga
- Nemoura dubitans[47]
- Nemoura flexuosa[48]
- Nemoura mortoni[47]
- Nemurella picteti[48]
- Protonemura auberti[48]
- Protonemura intricata[47]
- Protonemura praecox[47]
- Protonemura risi[47]

### Sfałdkowate(Leuctridae)
- Leuctra armata[47]
- Leuctra digitata[48]
- Leuctra fusca[47]
- Leuctra handlirschi[47]
- Leuctra hippopus[47]
- Leuctra inermis[47]
- Leuctra major[47]
- Leuctra mortoni[47]
- Leuctra nigra[48]
- Leuctra prima[47]
- Leuctra pseudosignifera[47]
- Leuctra quadrimaculata[47]

### Szczetnicowate(Chloroperlidae)
- Chloroperla tripunctata[47]
- Siphonoperla torrentium[47]
- Xanthoperla apicalis[47]

### Widelinicowate(Perlidae)
- Dinocras cephalotes[47]
- Dinocras megacephala[47]
- Diura bicaudata[48]
- Perla bipunctata[47] – widelnica dwukropka
- Perla burmeisteriana[47]
- Perla marginata[47] – widelnica paskowana

### Widłogonowate(Perlodidae)
- Arcynopteryx compacta[6]
- Isoperla grammatica[47]
- Isoperla oxylepis[47]
- Perlodes microcephala[47]

## Wielbłądki(Raphidioptera)
Rząd Raphidioptera jest reprezentowany na obszarze Polski przez 10 gatunków:
- Inocelliidae
  - Inocellia crassicornis
- wielbłądkowate (Raphidiidae)
  - Atlantoraphidia maculicollis
  - Dichrostigma flavipes – wielbłądka żółtonoga
  - Phaeostigma major
  - Phaeostigma notata – wielbłądka pospolita
  - Puncha ratzeburgi
  - Raphidia ophiopsis
  - Raphidia ulrikae
  - Subilla confinis
  - Xanthostigma xanthostigma

## Wielkoskrzydłe(Megaloptera)
- Sialidae – żylenicowate – 4 gatunki:
  - żylenica nadwodna (Sialis lutaria)
  - żylenica pospolita (Sialis fuliginosa)
  - Sialis morio[49]
  - Sialis nigripes[50]
  - Sialis sordida[51]

## Wojsiłki(Mecoptera)
W Polsce występuje 10 gatunków:
- bugarowate (Bittacidae)
  - Bittacus italicus
  - Bittacus hageni

- pośnieżkowate (Boreidae)
  - Boreus hyemalis – pośnieżek zimowy
  - Boreus westwoodi

- wojsiłkowate (Panorpidae)
  - Aulops alpina
  - Panorpa cognata
  - Panorpa communis – wojsiłka pospolita
  - Panorpa germanica
  - Panorpa hybrida
  - Panorpa vulgaris – wojsiłka zwyczajna

## Wszy i wszoły(Phthiraptera)
W Polsce blisko 400 gatunków.

### Wszoły głaszczkowe(Amblycera)
W Polsce około 120 gatunków, w tym: 

#### Gliricolidae
- Gliricola porcelli[2]

#### Gyropidae
- Gyropus ovalis

#### Laemobothriidae
- Laemobothrion maximum
- Laemobothrion tinnunculi
- Laemobothrion vulturis

#### Menoponidae
- Actornithophilus bicolor
- Actornithophilus flumineus
- Actornithophilus gracilis
- Actornithophilus hrabeni
- Actornithophilus lavei
- Actornithophilus limosae
- Actornithophilus lyarpurensis
- Actornithophilus perrarus
- Actornithophilus pustulosus
- Actornithophilus totani
- Actornithophilus trilobatus
- Actornithophilus umbrinus
- Allocolpocephalon fregili
- Allocolpocephalon laniidorum
- Amyrsidea obstinata
- Amyrsidea perdicis
- Anseriphilus pectiventris
- Aquiligogus barbati
- Aquiligogus brachysomus
- Aquiligogus buteonis
- Aquiligogus flavescens
- Ardeiphilus trochioxus
- Austromenopon alpinum
- Austromenopon caspiae
- Austromenopon decorosum
- Austromenopon erilis
- Austromenopon fuscofasciatum
- Austromenopon hystriculum
- Austromenopon lutescens
- Austromenopon meyeri
- Austromenopon nigropleurum
- Austromenopon putum
- Austromenopon sternophilum
- Austromenopon transversum
- Austromenopon vanelli
- Bonomiella columbae
- Ciconiphilus decimfasciatus
- Ciconiphilus quadripustulatus
- Colpocephalum zebra
- Cuculiphilus fasciatus
- Dennyus hirundinis
- Eomenacanthus stramineus
- Gallacanthus cornutus
- Gruimenopon longum
- Heleonomus macilentus
- Hohorstiella gigantea
- Holomenopon lecoxanthum
- Holomenopon maxbeieri
- Kurodaia haliaceti
- Lanicanthus brevidentatus
- Larithophilus piceus
- Menacanthus eurysternus
- Menacanthus festivus
- Menacanthus laticeps
- Menacanthus merisuoi
- Menacanthus monochromateus
- Menacanthus mutabilis
- Menacanthus pius
- Menacanthus polonicus
- Menacanthus sinuatus
- Menacanthus sittae
- Menacanthus vistulanus
- Menacanthus wiprzyckii
- Menopon deryloi
- Menopon gallinae
- Menopon pallens
- Myrsidea brunnea
- Myrsidea cornicis
- Myrsidea cucullaris
- Myrsidea indivisa
- Myrsidea isostoma
- Myrsidea latifrons
- Myrsidea proterva
- Myrsidea rustica
- Myrsidea picae
- Myrsidea thoracica
- Neocolpocephalum apivorum
- Neocolpocephalum bicinctum
- Neocolpocephalum polonum
- Neocolpocephalum tricinctum
- Neocolpocephalum turbinatum
- Picusphilus inaequalis
- Pseudomenopon dolium
- Pseudomenopon frescai
- Pseudomenopon insolens
- Pseudomenopon janiszewskae
- Pseudomenopon pilosum
- Pseudomenopon stuchlyi
- Pseudomenopon zlotorzyckae
- Picacanthus dryobates
- Trinoton anserinum
- Trinoton querquedulae
- Uchida pallidulus

#### Ricinidae
- Ricinus dolichocephalus
- Ricinus elongatus
- Ricinus fringillae
- Ricinus major
- Ricinus rubeculae

#### Trimenoponidae
- Trimenopon hispidum

### Wszoły bezgłaszczkowe(Ischnocera)
W Polsce ponad 230 gatunków, w tym:

#### Acidoproctidae
- Ornithobius cygni

#### Bovicolidae
- Bovicola bovis
- Bovicola caprae
- Bovicola sedecimdecembrii
- Cervicola meyeri
- Werneckiella equi

#### Degeeriellidae
- Degeeriella discocephala
- Kelerinirums fulvus
- Kelerinirums fuscus
- Kelerinirums nisus
- Kelerinirums phlyctopygus
- Kelerinirums regalis
- Kelerinirums rufus
- Lagopoecus colchicus
- Lagopoecus lyrurus
- Lagopoecus pallidovittatus
- Picicola candidus
- Upupicola upupae

#### Esthiopteridae
- Anaticola anseris
- Anaticola crassicornis
- Anatoecus cygni
- Anatoecus dentatus
- Anatoecus icterodes
- Aquanirmus colymbinus
- Aquanirmus emersoni
- Ardeicola ciconiae
- Ardeicola goisagi
- Ardeicola maculatus
- Ardeicola stellaris
- Carduiceps cingulatus
- Carduiceps complexivus
- Carduiceps meinertzhageni
- Carduiceps scalaris
- Carduiceps zonarius
- Columbicola claviformis
- Columbicola columbae – gołębniak gołębi
- Craspedonirmus colymbinus
- Estchiopterum gruis
- Fulicofulla lurida
- Fulicofulla stammeri
- Ibidoecus plataleae
- Neophilopterus incompletus
- Neophilopterus tricolor

#### Goniodidae
- Campanulotes bidentatus
- Chelopistes meleagridis
- Coloceras damicornis
- Goniocotes chrysocephalus
- Goniocotes gallinae
- Goniocotes maculatus
- Goniocotes simillimus
- Goniodes pavonis
- Gonocephalus bituberculatus
- Gonocephalus colchici
- Gonocephalus lagopi
- Gonocephalus tetraonis
- Solenodes dispar
- Stenocrotaphus gigas

#### Lipeuridae
- Cuclotogaster cinereus
- Cuclotogaster heterogrammicus
- Cuclotogaster heterographus
- Lipeurus caponis
- Lipeurus maculosus
- Otilipeurus antilogus
- Reticulipeurus mesopelios
- Reticulipeurus tetraonis
- Rhynonirmus helvolus
- Rhynonirmus medius
- Rhynonirmus scolopacis

#### Meinertzhageniellidae
- Falcolipeurus quadripustulatus
- Falcolipeurus sulcifrons

#### Philopteridae
- Aegypoecus trigonoceps
- Allobrueelia abluda
- Allobrueelia amsel
- Allobrueelia marginata
- Brueelia brachythorax
- Brueelia cruciata
- Brueelia cyclothorax
- Brueelia iliaci
- Brueelia jacobi
- Brueelia obligata
- Brueelia straminea
- Corvonirmus uncinosus
- Corvonirmus varius
- Craspedorrhynchus dilatatus
- Craspedorrhynchus haematopus
- Craspedorrhynchus macrocephalus
- Craspedorrhynchus melittoscopus
- Craspedorrhynchus naevius
- Craspedorrhynchus nisi
- Craspedorrhynchus platystomus
- Craspedorrhynchus spathulatus
- Cuculoecus latifrons
- Cypseloecus excisus
- Docophorulus alexanderkoenigi
- Docophorulus capillatus
- Docophorulus chloridis
- Docophorulus citrinellae
- Docophorulus coarctatus
- Docophorulus cumulatus
- Docophorulus curvirostrae
- Docophorulus fortunatus
- Docophorulus fringillae
- Docophorulus hanzaki
- Docophorulus linariae
- Docophorulus merulae
- Docophorulus mirificus
- Docophorulus modularis
- Docophorulus necopinatus
- Docophorulus ornatus
- Docophorulus pallescens
- Docophorulus passerinus
- Docophorulus pyrrhulae
- Docophorulus rapax
- Docophorulus reguli
- Docophorulus residuus
- Docophorulus rubeculae
- Docophorulus rutteri
- Docophorulus timmermanni
- Docophorulus turdi
- Docophorulus vernus
- Hirundiniella domestica
- Maculinirmus mundus
- Nigronirmus densilimbus
- Nigronirmus juno
- Nigronirmus kratochvili
- Nigronirmus limbatus
- Olivinirmus glandarii
- Olivinirmus olivaceus
- Panurinirmus visendus
- Paranirmus heteroscelis
- Penenirmus albiventris
- Philopterus atratus
- Philopterus corvi
- Philopterus crassipes
- Philopterus garruli
- Philopterus guttatus
- Philopterus ocellatus
- Philopterus picae
- Picophilopterus auritus
- Picophilopterus californiensis
- Picophilopterus pici
- Pleurinirmus affectator
- Pleurinirmus pari
- Pleurinirmus phylloscopi
- Pleurinirmus rarus
- Rostrinirmus refractariolus
- Rostrinirmus ruficeps
- Spironirmus nebulosus
- Strigiphilus clypeatus
- Strigiphilus cursitans
- Strigiphilus cursor
- Strigiphilus laticephalus
- Sturnidoecus aeneus
- Sturnidoecus blandus
- Sturnidoecus sturni
- Turdinirmus merulensis
- Tytoniella rostrata

#### Pseudonirmidae
- Philichthyphaga gyricornis

#### Rallicolidae
- Chadraceps conexus
- Chadraceps hiaticulae
- Incidifrons fulicae
- Incidifrons gallinulae
- Koeniginirmus caspius
- Koeniginirmus eugrammicus
- Koeniginirmus normifer
- Koeniginirmus nychthemerus
- Koeniginirmus ornatus
- Koeniginirmus punctatus
- Koeniginirmus sellatus
- Lunaceps actophilus
- Lunaceps drosti
- Lunaceps falcinellus
- Lunaceps holophaeus
- Lunaceps limosella
- Lunaceps nereis
- Lunaceps numenii
- Mjoberginirmus obliquus
- Mulcticola hypoleucus
- Oedicnemiceps annulatus
- Quadraceps bicuspis
- Quadraceps charadrii
- Quadraceps conformis
- Quadraceps fissus
- Quadraceps furvus
- Quadraceps junceus
- Quadraceps obscurus
- Quadraceps ochropi
- Quadraceps ravus
- Quadraceps similis
- Quadraceps strepsilaris
- Rallicola fulicae
- Rallicola minutus
- Saemundssonia cephala
- Saemundssonia clayae
- Saemundssonia conica
- Saemundssonia haematopi
- Saemundssonia integra
- Saemundssonia lari
- Saemundssonia limosae
- Saemundssonia lobaticeps
- Saemundssonia platygaster
- Saemundssonia scolopacisphaeopodis
- Saemundssonia sternae
- Saemundssonia stresemanni
- Saemundssonia tringae
- Saemundssonia waterstoni
- Scolopaceps ambiguus
- Scolopaceps aureus

#### Trichodectidae
- Trichodectes canis
- Trichodectes melis

### Wszy(Anoplura)
W Polsce 34 gatunki, w tym:

#### Haematopinidae
- Haematopinus apri
- Haematopinus asini – wesz końska
- Haematopinus eurysternus – wesz bydlęca
- Haematopinus suis – wesz świńska

#### Echinophthiriidae
- Echinophthirius horridus[2]

#### Enderleinellidae
- Enderleinellus nitzschi
- Enderleinellus propinquus

#### Hoplopleuridae
- Hoplopleura acanthopus
- Hoplopleura affinis
- Hoplopleura captiosa
- Hoplopleura edentula
- Hoplopleura longula
- Schizophthirus dyromydis

#### Linognathidae
- Linognathus setosus – wesz psia
- Linognathus vituli
- Solenopotes capillatus
- Solenopotes capreoli[2]

#### Pediculidae
- Pediculus humanus – wesz ludzka

#### Phthiridae
- Phthirus pubis – wesz łonowa

#### Polyplacidae
- Haemodipsus lyriocephalus – wesz zajęcza
- Haemodipsus setoni
- Haemodipsus ventricosus – wesz królicza
- Neohaematopinus schizodactylus
- Polyplax gracilis
- Polyplax hannswrangeli
- Polyplax reclinata
- Polyplax serrata – wesz mysia
- Polyplax spinulosa – wesz szczurza

### Wszy słoniowe(Rhynchophthirina)
W Polsce stwierdzono tylko jeden gatunek: Haematomyzus elephantis z rodziny Haematomyzidae.